# Unterseeboot UC-61
Pour les autres navires du même nom, voir Unterseeboot 61.
L'Unterseeboot UC-61 ou SM UC-61 est un sous-marin allemand (U-Boot) de type UC II utilisé par la Kaiserliche Marine pendant la Première Guerre mondiale.
Le sous-marin est commandé le 12 janvier 1916 à Brême (AG Weser), sa quille est posée le 3 avril 1916, il est lancé le 11 novembre 1916 et mis en service le 13 décembre 1916, sous le commandement du Kapitänleutnant Georg Gerth.
Il fut abandonné par son équipage près de Wissant après un échouement en juillet 1917.

## Conception
Unterseeboot type UC II, l'UC-61 avait un déplacement de 422 tonnes en surface et 504 tonnes en plongée. Il avait une longueur totale de 50,35 m, un maître-bau de 5,22 m et un tirant d'eau de 3,67 m. Le sous-marin était propulsé par deux hélices, deux moteurs diesel 6 cylindres quatre temps Körting de 600 cv en surface et de deux moteurs électriques Siemens-Schuckert de 620 cv, produisant un total 460 kW, en plongée. Le sous-marin avait une vitesse en surface de 11,9 nœuds (22 km/h) et une vitesse de 7,2 nœuds (13 km/h) en plongée. Immergé, il avait un rayon d'action de 59 milles marins (100 km) à 4 nœuds (7 km/h) et pouvait atteindre une profondeur de 50 m. En surface, son rayon d'action était de 8 000 milles marins (14 800 km) à 7 nœuds (13 km/h).
L'UC-61 était équipé de trois tubes lance-torpilles de 50 cm (deux montés à l'avant et un à l'arrière) et embarquait sept torpilles. Son armement comprenait également 6 puits à mines verticaux de 100 cm embarquant 18 mines UC 200. Son armement antiaérien comprenait 1 canon de pont de 8,8 cm SK L/30 (133 coups). Son équipage était composé de 3 officiers et 23 sous-mariniers.

## Historique
Sa première croisière est un raid d’entraînement, et la seconde, par suite d’avaries, ne dure que sept jours. L'UC-61 avait dû plonger à plus de 60 mètres pour échapper aux grenades d’un contre-torpilleur, ce qui, par la grande pression, avait provoqué une rentrée d’eau inquiétante, près d’un chalutier dont le tir le force à redescendre précipitamment et avec une inclinaison telle que l’eau, embarquée, avarie les moteurs électriques et les rend inutilisables. L’UC-61 est donc obligé de naviguer en surface et, au bout de trois jours, rentre à Zeebruges sans succès. Au bout de sept semaines de réparations, il repart. Il est à peine hors de la rade de Zeebrugge qu’il s’avarie dans un filet anglais et fait aussitôt demi-tour.
Il noue enfin avec le succès lors de sa quatrième qui commence fin juin et dure 18 jours. L’UC-61 mouille des mines aux Pierres-Noires (sur lesquelles, le 27 juin, sautera le cuirassé français Kléber), puis opère dans le golfe de Gascogne et le long de la côte anglaise. Il rentre finalement à Zeebruges après avoir coulé 3 voiliers et 2 vapeurs.
Le 25 juillet, l’UC-61 quitte Zeebrugge à une heure de l’après-midi pour sa cinquième patrouille. Il transportait à son bord 18 mines qu’il avait pour mission de déposer devant les ports de Boulogne et du Havre, avant de s’établir ensuite en croisière dans l’Atlantique. Cette nuit-là, la Manche baignait dans un épais brouillard. Après avoir franchi le cap Gris-Nez, à 4 h 20 du matin, le sous-marin talonna plusieurs fois. Alors que la mer descendait, le commandant se rendit compte que son bâtiment était échoué. L’équipage dut abandonner le sous-marin, non sans avoir disposé des bombes dans la carlingue pour la faire exploser.
Entre-temps, des douaniers français avaient donné l’alerte. Un détachement de quarante cavaliers belges arriva sur la plage, juste à temps pour faire prisonniers les 25 membres d’équipage. Au même moment, les premières bombes explosaient dans le sous-marin, qui se brisa en deux.
Après sa mésaventure, le navire submersible fut à nouveau bombardé par les Alliés qui voulaient neutraliser les 2 000 kg d’explosifs qu’il contenait. La carlingue explosa. Elle fut ensuite vendue à un habitant de Wissant qui en tira d’importantes quantités de bronze et de cuivre.
Ensablée depuis 1932, l'épave est encore visible aujourd'hui en fonction des mouvements de sable et de la marée (50° 54′ N, 1° 40′ E).   

## Affectations
- Flottille flamande (Flanders flotilla) du 27 février 1917 au 26 juillet 1917.

## Commandement
- Kapitänleutnant Georg Gerth du 13 décembre 1916 au 26 juillet 1917.

## Navires coulés
L'UC-61 a coulé 1 navire de guerre totalisant 7 578 tonneaux, 11 navires marchands totalisant 13 821 tonneaux, a endommagé 1 navire de guerre de 570 tonneaux et 2 navires marchands de 3 476 tonneaux au cours des 5 patrouilles qu'il effectua.
| Date           | Nom             | Nationalité      | Tonnage | Fait      |
| -------------- | --------------- | ---------------- | ------- | --------- |
| 5 mars 1917    | Copenhagen      | Royaume-Uni      | 2 570   | Coulé     |
| 30 avril 1917  | HMT Arfon       | Royal Navy       | 227     | Coulé     |
| 30 avril 1917  | Gorizia         | Uruguay          | 1 957   | Coulé     |
| 30 avril 1917  | Little Mystery  | Royaume-Uni      | 114     | Coulé     |
| 3 mai 1917     | Fils Du Progres | France           | 25      | Coulé     |
| 3 mai 1917     | Giovannina      | Royaume d'Italie | 3 030   | Coulé     |
| 5 mai 1917     | Le Gard         | France           | 1 658   | Endommagé |
| 8 mai 1917     | Nelly           | France           | 1 868   | Coulé     |
| 10 mai 1917    | Broomhill       | Royaume-Uni      | 1 392   | Coulé     |
| 10 mai 1917    | Minerva         | Norvège          | 518     | Coulé     |
| 27 juin 1917   | Kléber          | Marine nationale | 7 578   | Coulé     |
| 28 juin 1917   | Edith Fische    | Norvège          | 1 818   | Endommagé |
| 4 juillet 1917 | Ull             | Norvège          | 543     | Coulé     |
| 6 juillet 1917 | Indutiomare     | Belgique         | 1 577   | Coulé     |
| 7 juillet 1917 | HMS Ettrick     | Royal Navy       | 570     | Endommagé |